# وليم إدموند باريت
وليم إدموند باريت (بالإنجليزية: William Edmund Barrett)‏ (16 نوفمبر 1900، نيويورك في الولايات المتحدة - 14 سبتمبر 1986، دنفر في الولايات المتحدة)؛ مؤلف، كاتب، كاتب سيناريو وروائي أمريكي.

## روابط خارجية
- وليم إدموند باريت على موقع IMDb (الإنجليزية)
- وليم إدموند باريت على موقع ألو سيني (الفرنسية)
- وليم إدموند باريت على موقع أول موفي (الإنجليزية)
- وليم إدموند باريت على موقع قاعدة بيانات برودواي على الإنترنت (الإنجليزية)
- وليم إدموند باريت على موقع قاعدة بيانات الأفلام السويدية (السويدية)
- وليم إدموند باريت على موقع إن إن دي بي (الإنجليزية)
- وليم إدموند باريت على موقع قاعدة بيانات الفيلم (الإنجليزية)
- وليم إدموند باريت على موقع كينوبويسك (الروسية)